# Cantone di Villefranche-de-Lonchat
Il Cantone di Villefranche-de-Lonchat era una divisione amministrativa dell'arrondissement di Bergerac.
A seguito della riforma approvata con decreto del 21 febbraio 2014, che ha avuto attuazione dopo le elezioni dipartimentali del 2015, è stato soppresso.

## Composizione
Comprendeva i comuni di:
- Carsac-de-Gurson
- Minzac
- Montpeyroux
- Moulin-Neuf
- Saint-Géraud-de-Corps
- Saint-Martin-de-Gurson
- Saint-Méard-de-Gurçon
- Saint-Rémy
- Villefranche-de-Lonchat